# Fairlawn
Fairlawn – jednostka osadnicza w Stanach Zjednoczonych, w stanie Wirginia, w hrabstwie Pulaski.